# Aeroportul Komodo
Aeroportul Komodo (IATA: LBJ, ICAO: WATO) este un aeroport din Lesser Sunda Islands⁠(d), Indonezia ce deservește zona Labuhan Bajo⁠(d). Aeroportul a fost tranzitat în 2018 de 470.000 de pasageri.
Situat la o altitudine de 20 m, aeroportul dispune de o singură pistă.